# 니시키정
니시키정(일본어: 錦町 니시키마치[*])은 일본 구마모토현 남부에 있는 구마군의 정이다.

## 지리
구마모토현 남단부에 위치한다. 구마모토시에서는 남남동쪽으로 약 70km 떨어져 있고 정의 북부는 히토요시 분지의 일부에 포함되는 평탄한 지형으로 구마강이 동서로 흐른다. 남부는 규슈 산지의 일부를 이루는 산이 많은 지형이다. 정역 남단부는 미야자키현과 접하고 있다.

### 인접한 자치체
- 구마모토현
  - 히토요시시
  - 구마군 사가라촌·아사기리정

- 미야자키현
  - 에비노시

## 역사
- 1955년 7월 1일 - 니시촌·이치부촌·기노우에촌이 신설 합병해 니시키촌이 성립하였다.
- 1965년 4월 1일 - 정으로 승격하였다.

## 경제
2004년도 정내 총생산은 407억 엔이었다. 농업은 남부의 산이 많은 지역에서는 배·복숭아 생산이, 구마강가의 평야에서는 쌀 생산이 많다. 골프 등의 레저 관광도 이루어진다.

## 교통

### 철도
- 구마가와 철도 유노마에선

### 도로
- 국도 219호선

## 같이 보기
- 해군항공본부
- 일본 전역
- 히토요시시
- 뇌격기